# Valbona, Albanien

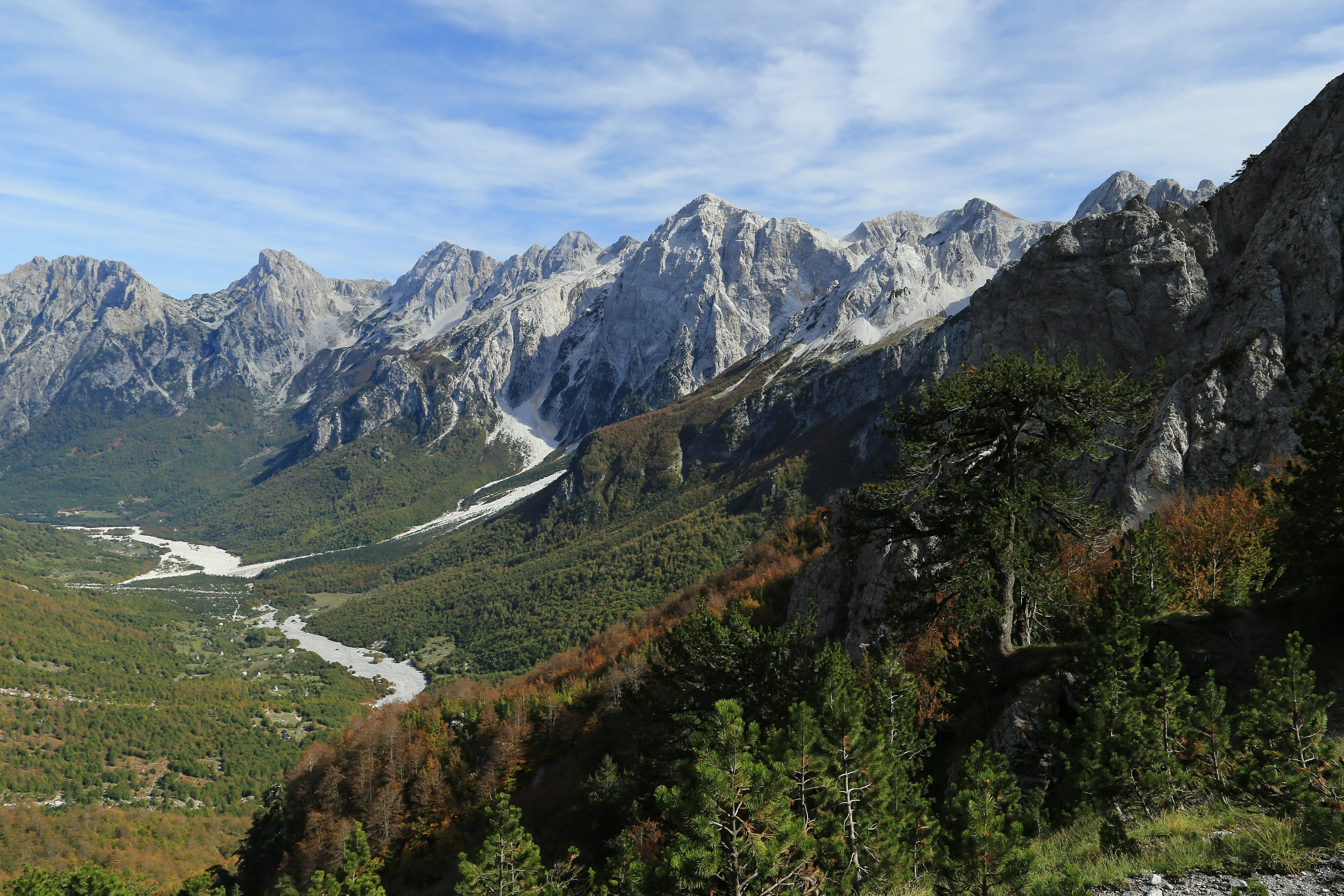
Valbonadalgången.

Valbona (albanska: Valbonë med böjningsformen Valbona) är en liten by i Tropojëdistriktet i norra Albanien, belägen i dalgången, intill floden Valbona.